# Charfeddine Belhadj
Pour les articles homonymes, voir Belhadj.
Charfeddine Belhadj, né le 7 juillet 1985, est un footballeur tunisien évoluant au poste de défenseur.

## Biographie
Lors d'un match face à l'El Gawafel sportives de Gafsa en 2013, et alors qu'il est un joueur du Stade gabésien, il est accusé d'avoir agressé et d'avoir formulé des insultes à l'encontre d'un agent de la garde nationale à la fin du match. Après s'être réunie le 27 février de cette année, la Ligue nationale de football professionnel décide de radier le joueur à vie de toute activité liée au football.
Son club décide de faire appel de cette suspension. À la suite de cet appel, le joueur voit la suspension à vie prononcée contre lui ramenée à une suspension de huit rencontres seulement.

## Carrière
- 2008-2009 : Jeunesse sportive kairouanaise (Tunisie)
- 2009-2011 : El Gawafel sportives de Gafsa (Tunisie)
- 2011-2012 : Espérance sportive de Zarzis (Tunisie)
- 2012-2014 : Stade gabésien (Tunisie)
- 2014-2015 : Association sportive de Djerba (Tunisie)
- 2015-2016 : Étoile sportive de Métlaoui (Tunisie)